# Ashley Moody
Ashley Brooke Moody (Plant City, Florida, 1975. március 28. –) amerikai jogász és politikus, 2025 óta az Egyesült Államok szenátora Floridából. 2019 és 2025 között Florida főügyésze, korábban Hillsborough megye kerületi ügyésze.
Jogász családba született, a Floridai Egyetemen végezte tanulmányait, ahol a Florida Blue Key társaság elnöke volt, és jogászdoktori diplomát szerzett. Karrierje kezdetén dolgozott a Holland & Knight cégnél, majd 1998-ban elhagyta a Demokrata Pártot, hogy Jeb Bush republikánus kormányzó kinevezze az állam egyetemrendszerét vezető bizottság diákképviselőjének. 2006-ban megválasztották Florida tizenharmadik kerületi bírójának, tíz évig volt hivatalban.
2019-es beiktatása óta támogatott olyan ügyeket, amelyek megpróbálták eltörölni az Affordable Care Act törvénycsomagot, ellenezte korábbi bűnözők szavazójogának visszaállítását, és ellenezte a kannabisz legalizálását. Moody Donald Trump egyik fontos támogatója volt a 2020-as elnökválasztáson, részese volt a Texas v. Pennsylvania pernek, amely megpróbálta megkérdőjelezni a választás eredményeit.
2025 januárjában Ron DeSantis kormányzó kinevezte Marco Rubio szenátor utódjának, január 21-én iktatták be.